# Klockstapeln, Bromma kyrka

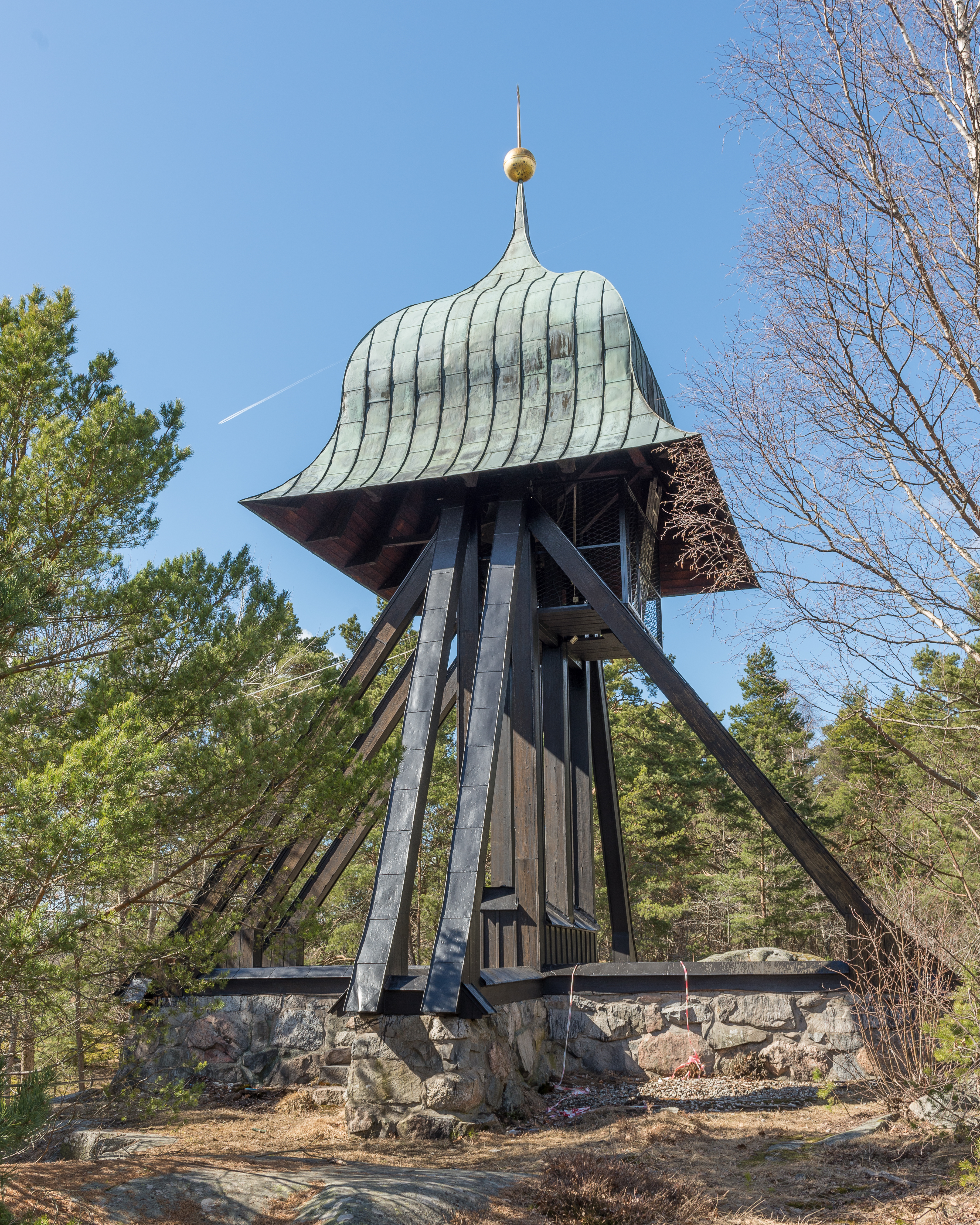
Bromma kyrkas klockstapel i april 2013.

Klockstapeln, Bromma kyrka är en klockstapel, som ligger på gamla Kråsberget eller Klockberget, 200 meter nordost om Bromma kyrka, i stadsdelen Bromma kyrka i Bromma väster om Stockholm. Bromma kyrkas klockstapel har sedan 1685 legat uppe på Kråsberget.
Bromma kyrkas klockstapel är från 1600-talet. Klockstapeln stod förr på kyrkogården, men revs när den blivit förfallen. Fram till 1685 låg klockstapeln alldeles intill kyrkan på dess södra sida. Kyrkoherde Johannes Vultejus lät flytta upp klockstapeln på Kråsberget. Troligen var anledningen att ljudet skulle höras vida omkring bland brommabönderna. Trappstenarna upp till stapeln höggs av en mjölnare år 1746. De två klockorna från 1600-talet, en större och en mindre rings numera med elektricitet. Den nya klockstapeln, den nuvarande, som var spånklädd, byggdes på Kråsberget norr om kyrkan. Bygget påbörjades 1692, men blev inte klart förrän 1695. Byggmästaren hade åtagit sig arbete även i en annan församling och avslutade inte arbetet i Bromma förrän han hotades med fängelse.
Den nya klockstapeln från 1695 är av klockbocktyp, vilket innebär att den består av ett antal hjärtstolpar, som stöds av snedsträvor, den är av byggmästaren Fallerius. Klockstapeln, som byggdes 1692-1695, dominerar fortfarande Kråsberget. En typisk öppen klockstapel av klockbocktyp är inte panelklädd och har inte väggar. Klockstapelns grundstruktur är i form av en bock. Efter en översyn fick tornhuven nytt tak av koppar, som ersatte det gamla plåttaket.

## Klockstapelns tidiga historik
Den ursprungliga klockstapeln till Bromma kyrka, vars ålder är okänd, stod således förr, fram till 1685 på kyrkogården i närheten av det gamla gravkoret strax intill kyrkan, på kyrkans södra sida. 1683 uppgavs klockstapeln till Bromma kyrka vara förfallen och Johannes Vultejus föreslog att den skulle flyttas till bergsklinten norr om prästgården. Klockstapeln revs i september 1691 när den blivit förfallen. Därefter flyttades klockorna från kyrkogården upp till Kråsberget. Anledningen var troligen, såsom ovan nämnts, att ljudet skulle höras vida omkring bland brommabönderna, som var måttligt kyrksamma.

## Klockstapeln flyttas till Kråsberget

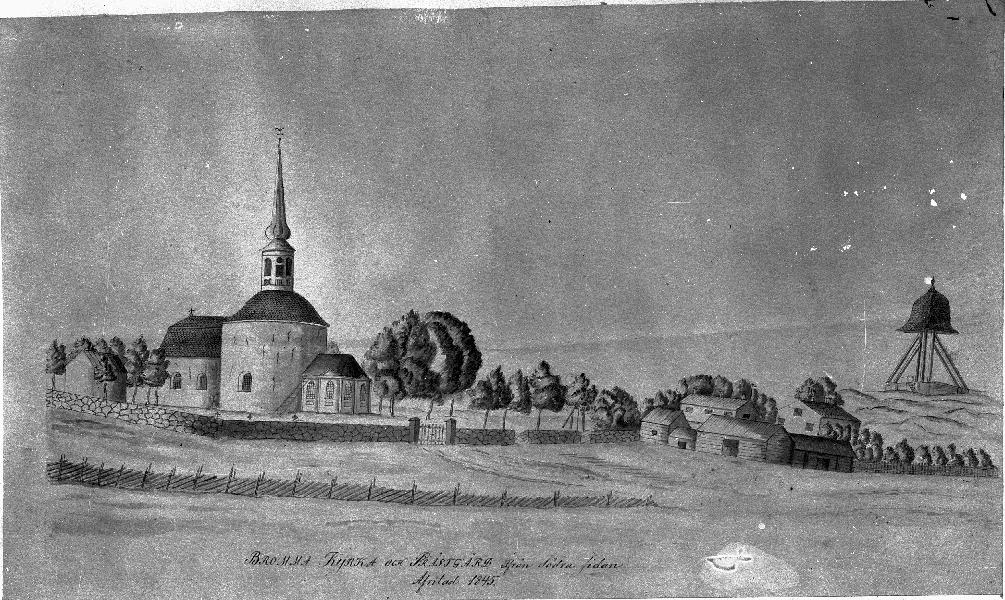
Bromma kyrka från sydöst och klockstapeln, teckning av okänd konstnär från 1845. Carolina Rediviva, Uppsala universitetsbibliotek.

Kyrkoherde Johannes Vultejus (1639-1700), som var präst i Riddarholmen och Bromma åren 1680-1700, lät flytta klockstapeln från kyrkogården upp till Kråsberget, 200 meter nordost om kyrkan.  Därefter flyttades klockorna från kyrkogården upp till Kråsberget. Anledningen var troligen, såsom ovan nämnts, att ljudet skulle höras vida omkring bland brommabönderna, som var måttligt kyrksamma. En mer officiell beskrivning av stapeln med klockor finns i Sveriges Kyrkor från 1940, där det står följande text om klockstapeln:
"På en bergklint, fordom kallad Kråsberg (Sockenstämmoprotokoll 4/4 1692), 200 m no. om kyrkan, ligger den låga klockstapeln, uppförd 1692-95 av byggmästaren Falerius. Den är öppen samt vilar på en kallmurad stenfot. Alla stockar äro inpanelade med bräder. Svarttjärad, karnisformad, plåttäckt huv, mycket stor och vid. Klockorna drivas med elektrisk energi, som tillförs genom luftledning. På en stock i huven årtalet 1762 anbragt. Till stapeln leder från vägen en trappa utefter bergväggen. 1746 uppdrogs åt Mjölnaren Lundquist att spränga en uppgång med trappsteg."
Upplandsbygdens klockstaplar brukar vara inklädda med bräder. Men Brommas klockstapel är, liksom de sörmländska klockstaplarna, öppen. På en stenfot ligger plåtbeklädda syllar, som bär upp de resta stolparna och strävorna. Huven tillkom 1762. Detta årtal är inhugget i den översta stocken. År 1700 yrkades på en stämma att stapeln borde brädbeslås. Reparationsarbeten omtalas 1716, 1744, 1755, 1762, 1814 och 1824. År 1766 meddelas att arbetet med klockstapelns beklädning var avslutat. Flera renoveringar har företagits genom åren. Efter en översyn, då nytt tak av koppar ersatte det gamla plåttaket, utsattes stapeln 1966 för skada genom sabotage. Vid en anlagd eldsvåda i september 1974 var klockstapeln nära att helt förstöras. Men banden kunde begränsas och på grund av den gedigna konstruktionen förhindrades en total ödeläggelse. Återställningsarbetet var utfört redan 1975.

## Bilder

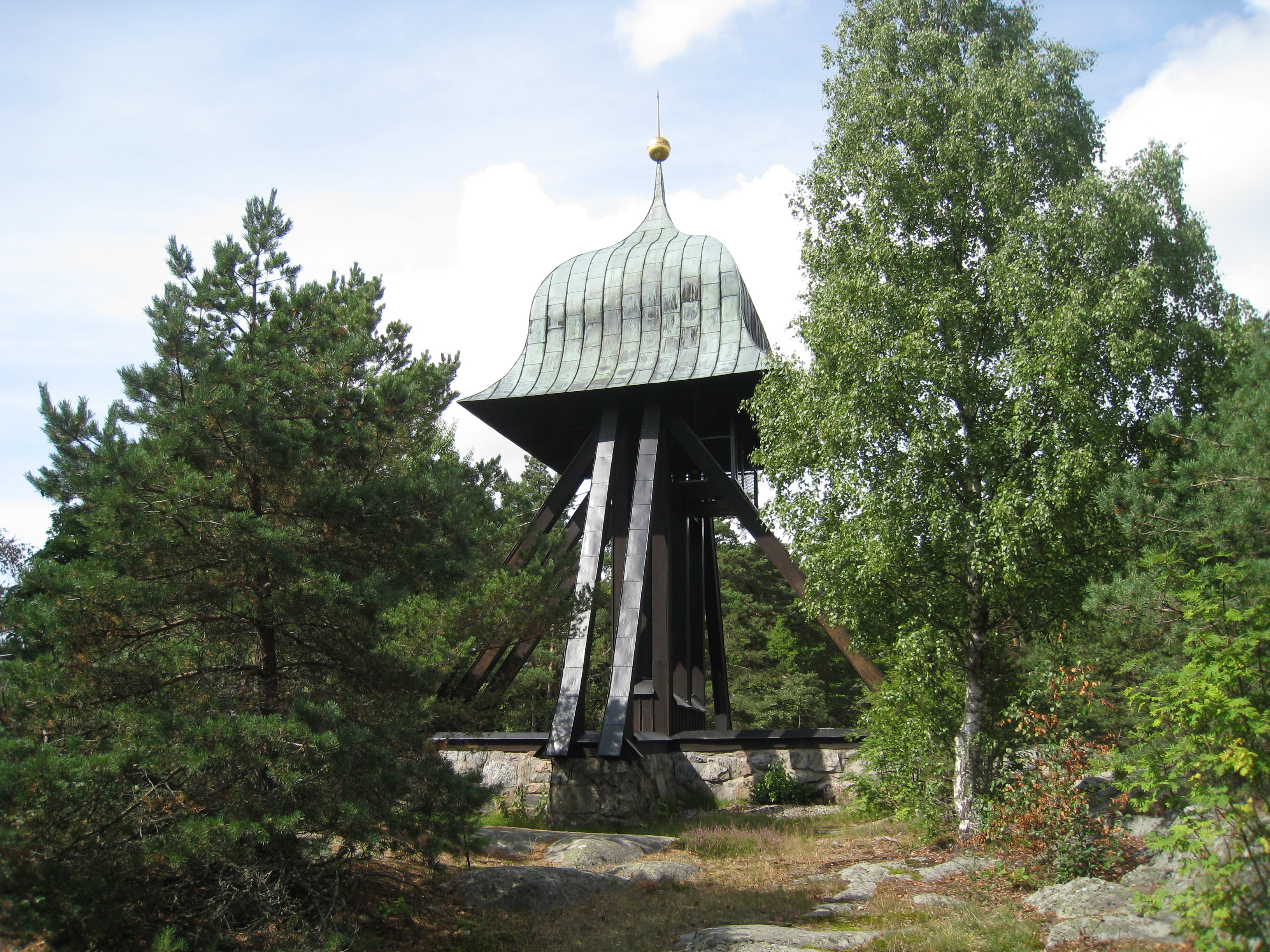
Klockstapeln är en öppen klockstapel, det vill säga den är inte panelklädd och den har inte väggar.
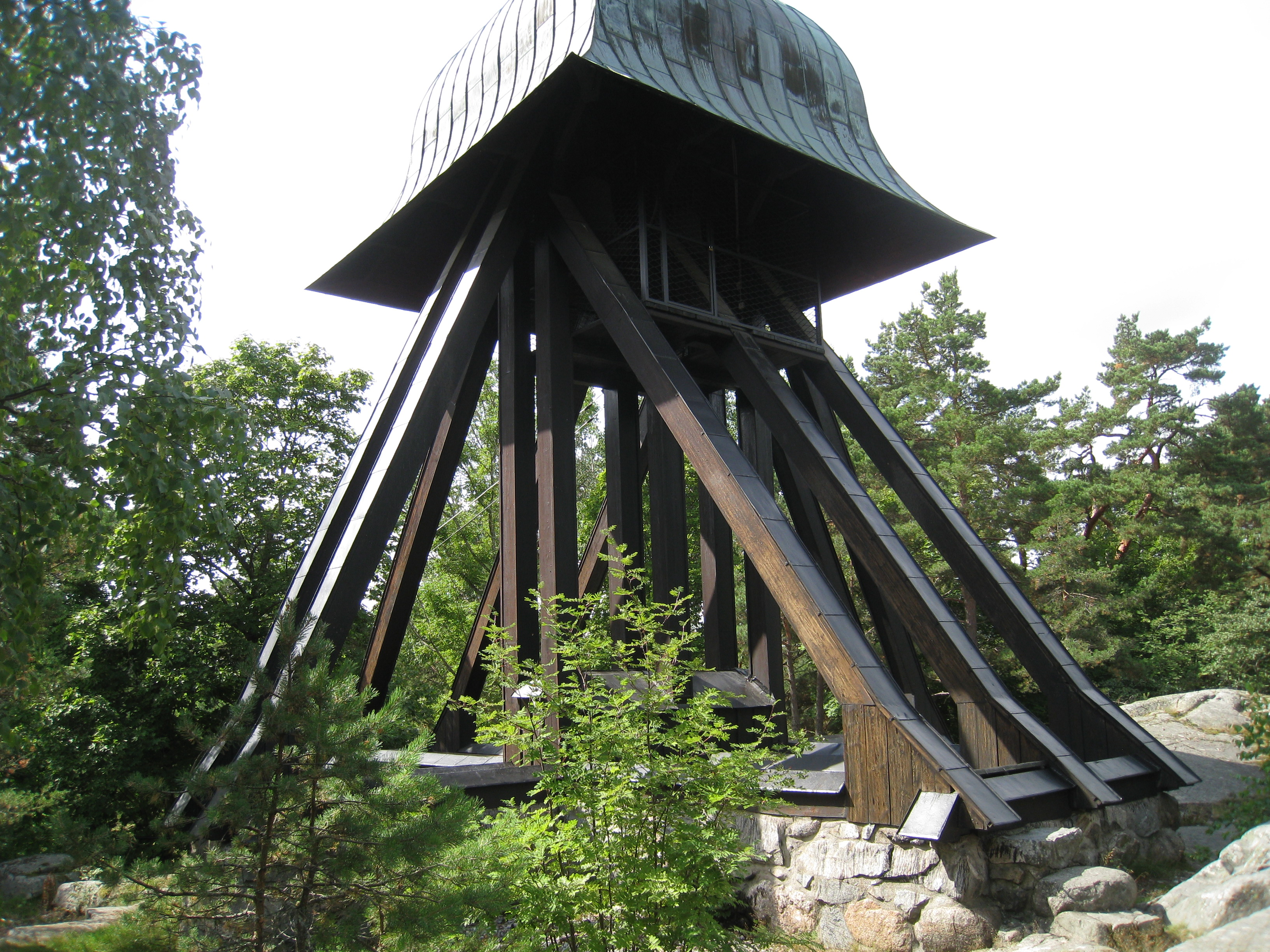
Klockstapeln är av klockbocktyp, den består av ett antal hjärtstolpar, som stöds av snedsträvor.
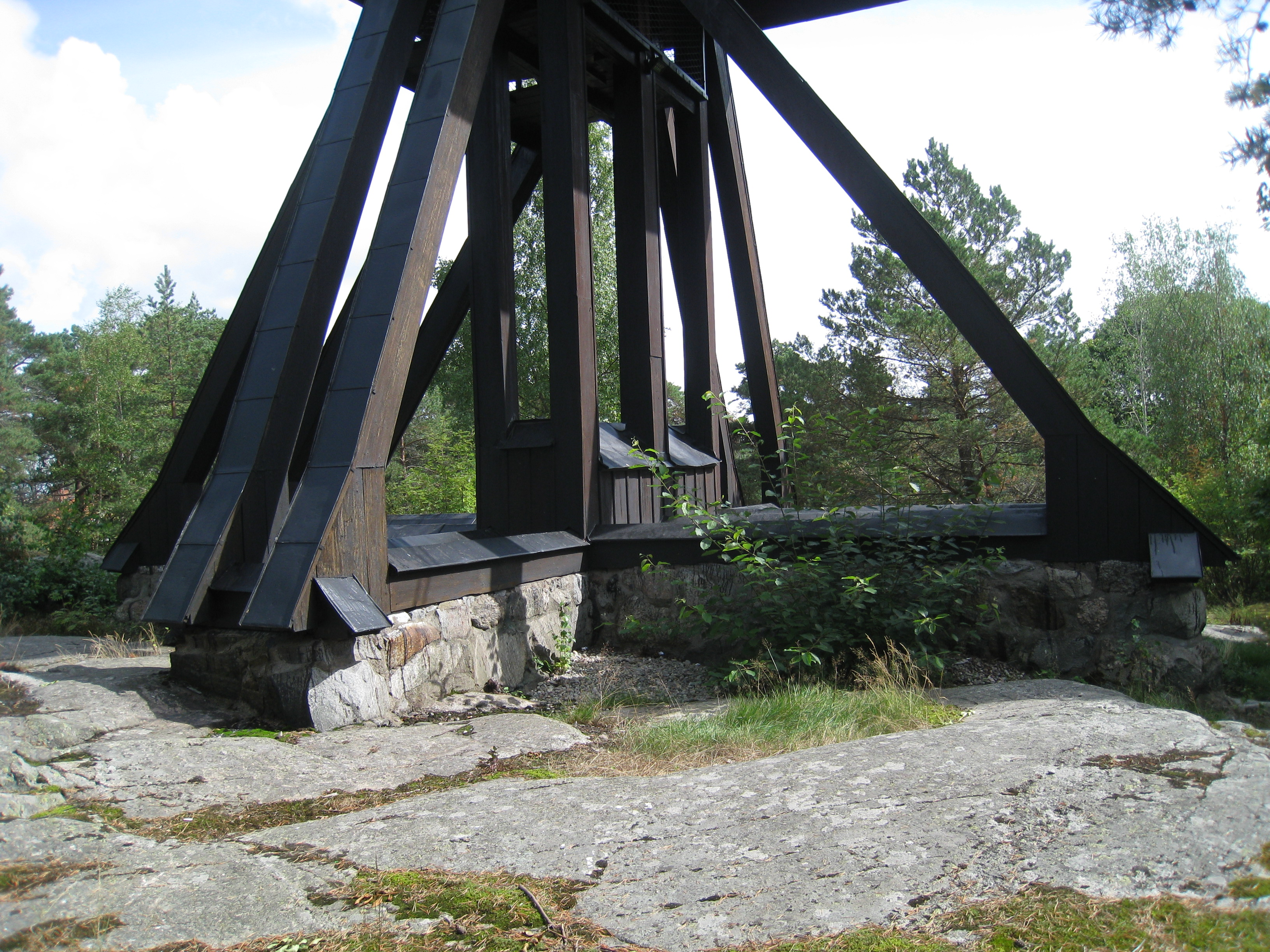
Stapeln har plåtbeklädda syllar som ligger på en kallmurad stenfot, syllarna bär upp de resta stolparna och strävorna.
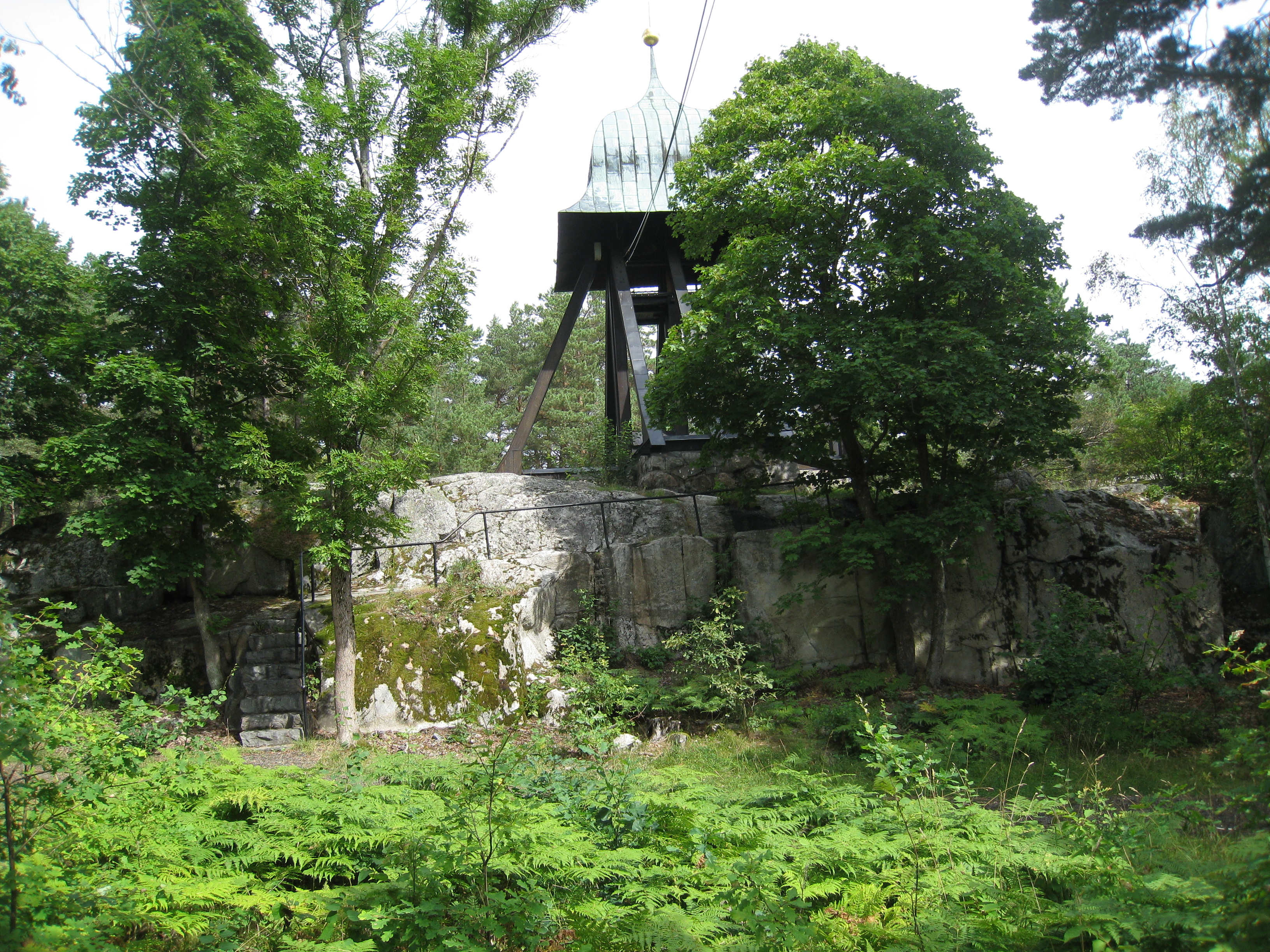
En trappa utefter bergväggen leder upp till stapeln. Trappstenarna till klockstapeln höggs 1746.

## Klockorna

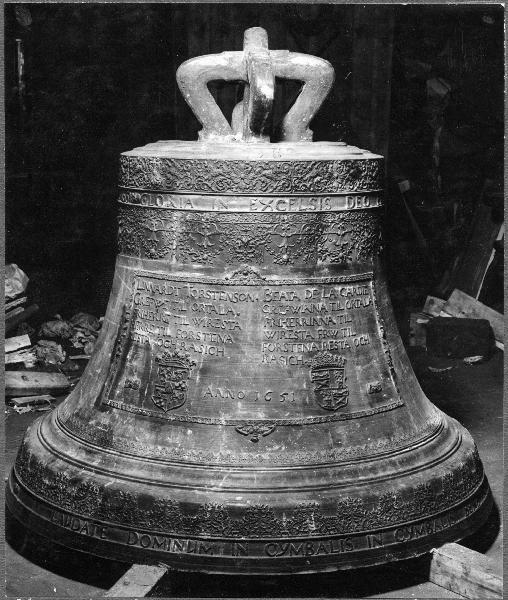
Storklockan är prydd med Torstensonska och De la Gardieska vapen och "Anno 1651" och en bild av S:t Mikael.

I klockstapeln hänger två klockor av malm. Båda klockorna är rikt smyckade. Klockorna väger 600 kg och 975 kg.
I början på 1500-talet tycks kyrkan ha ägt tre klockor. År 1531 fick församlingen nämligen släppa till Medlungsklockan såsom bidrag till riksgäldens betalning. 1682 var storklockans axel skadad, derföre beslötz att ingen streng på henne skulle röras utan allenast kleppen brukas.
I samband med en anlagd brand i klockstapeln 1966 sprack båda kyrkklockorna och båda klockorna göts då om. Vid en brand i september 1974 skadades klockstapeln svårt och båda klockorna förstördes. Stapeln var nära att helt förstöras genom en anlagd eldsvåda. Redan 1975 var återställningsarbetet utfört. Även klockorna skadades och togs ur bruk. Av hettan vid branden sprack båda klockorna, som måste gjutas på nytt. Riksantikvarieämbetet ansåg emellertid att den äldsta klockan, Lillklockan från 1638, var så unik att den inte borde smältas ner och den fick inte fick gjutas om. Den var tillverkad av krongjutaren Medardus Gesus i Stockholm. Originalet till den mindre klockan, Lillklockan, den äldsta klockan från 1638, flyttades då och ställdes upp som ett museiföremål i det nya vapenhuset, som var nybyggt från 1968. Denna spruckna Lillklocka flyttades senare ut och står numera på kyrkogården söder om kyrkan. En ny klocka anskaffades, och den redan tidigare omgjutna smältes åter ned och göts om efter samma form. De klockor som numera hänger i stapeln är gjutna av Bergholtz klockgjuteri efter 1974. En nytillverkades medan Storklockan från 1651, omgjuten 1940, göts om igen.

### Storklockan
Storklockan har en ingraverad text som säger att den är en gåva från fältmarskalken greve Lennart Torstenson (1603-1651), som i Bromma på 1640-talet lät bygga Ulvsunda slott. Klockan skänktes 1651 av Lennart Torstenson och hans hustru, Beata De la Gardie (Johansdotter) (1612–1680). Den är prydd med Torstensonska och De la Gardieska vapnen och Anno 1651 och en bild av S:t Mikael. Storklockan göts år 1651 av Gerdt Meyer i Stockholm. Under den stränga vintern 1940 sprack denna stora klocka och den blev omgjuten samma år. Efter branden 1974 göts denna klocka, såsom nämnts ovan, om igen, denna gång av klockgjuteriet Bergholtz i Sigtuna. Klockans höjd är 100 cm och diametern 115 cm.
Storklockans inskrift på ena sidan: LINNART TORSTENSON / GREFWE TILL ORTALA/FRIHERRE TILL WIRESTA. / HERRE TILL FORSTENA. / RESTA OCH RASICH. / BEATA DE LA GARDIE. / GREWINNA TIL ORTALA. / FRIHERRINNA TILL WIRESTA FRW TILL. / FORSTENA, RESTA OCH / RASICH. Storklockans inskrift i en ring överst och med fortsättning av text underst på klockan lyder: GLORIA IN EXCELSIS DEO, ET IN TERRA PAX, HOMINIBUS BONA VOLUNTAS, 1651. LAUDATE DOMINUM IN CYMBALIS BENE SONANTIBUS. HOLMIAE ME FUNDEBAT GERDT. MEÜER. ANNO 1651. Texten lyder i svensk översättning: Ära vare Gud i höjden och frid på jorden, åt människorna en god vilja. Loven Herren med välklingande cymbaler. Gert Meyer göt mig i Stockholm 1651.

### Lillklockan
Lillklockan från 1638 är Bromma församlings äldsta kyrkklocka. På ena sidan är den är prydd med en relief med Kristus på korset, Maria och Johannes. Klockans höjd är 96 cm och diameter 100 cm. Lillklockan har en ingraverad text om Petrus Erici Roslagius (död 1644), som från 1613 var kyrkoherde Sankta Clara församling på Norrmalm i Stockholm. Han var dessutom den förste kyrkoherden från Clara församling som hade Bromma församling som prebende, vilken tjänst han innehade från 1622-1644.
Lillklockans inskrift med graverad text i en ruta på enda sidan: PETRUS: ERICI: ROSLAG: PASTOR: PÅ: NORREMALM: OCH: I: BROMMA: ANNO 1638. Lillklockans inskrift i ringar överst på klockan lyder: GLORIA IN EXELSIS DEO. - DURCH DAS FEWR FLOS ICH. MEDARDUS GESUS, DER CRONA GIESER, GOSS MICH M:D:C:XXX.VIII. Texten lyder i svensk översättning: Ära vare Gud i höjden. - Genom elden flöt jag. Medardus Gesus, krongjutaren göt mig 1638.
Lillklockan stod placerad utomhus, på södra delen av kyrkogården, och stals i december 2020. Den har ännu inte återfunnits. 

## Klockornas omgjutningar under senare år
Under de gångna åren har ett gediget och fackmannamässigt högtstående utförande präglat omgjutningar av klockorna. Alla omgjutningar under senare år har utförts av klockgjutarfirman Bergholtz i Sigtuna, där mästaren är klockgjutare Gösta Bergholtz. Klockgjuteri är ett hantverk inriktat på gjutning och produktion av klockor, bland annat kyrkklockor. För klockgjutning används en speciell bronslegering.
I Bromma församling är det sedan lång tid tillbaka tradition för många sockenbor att varje år, i vintrig kyla eller tidig vårmorgonsol, vandra upp till Klockstapeln på Kråsberget (Klockberget) till gudstjänst på Kristi Himmelsfärds dag.

## Bilder på klockorna

Storklockan och Lillklockan
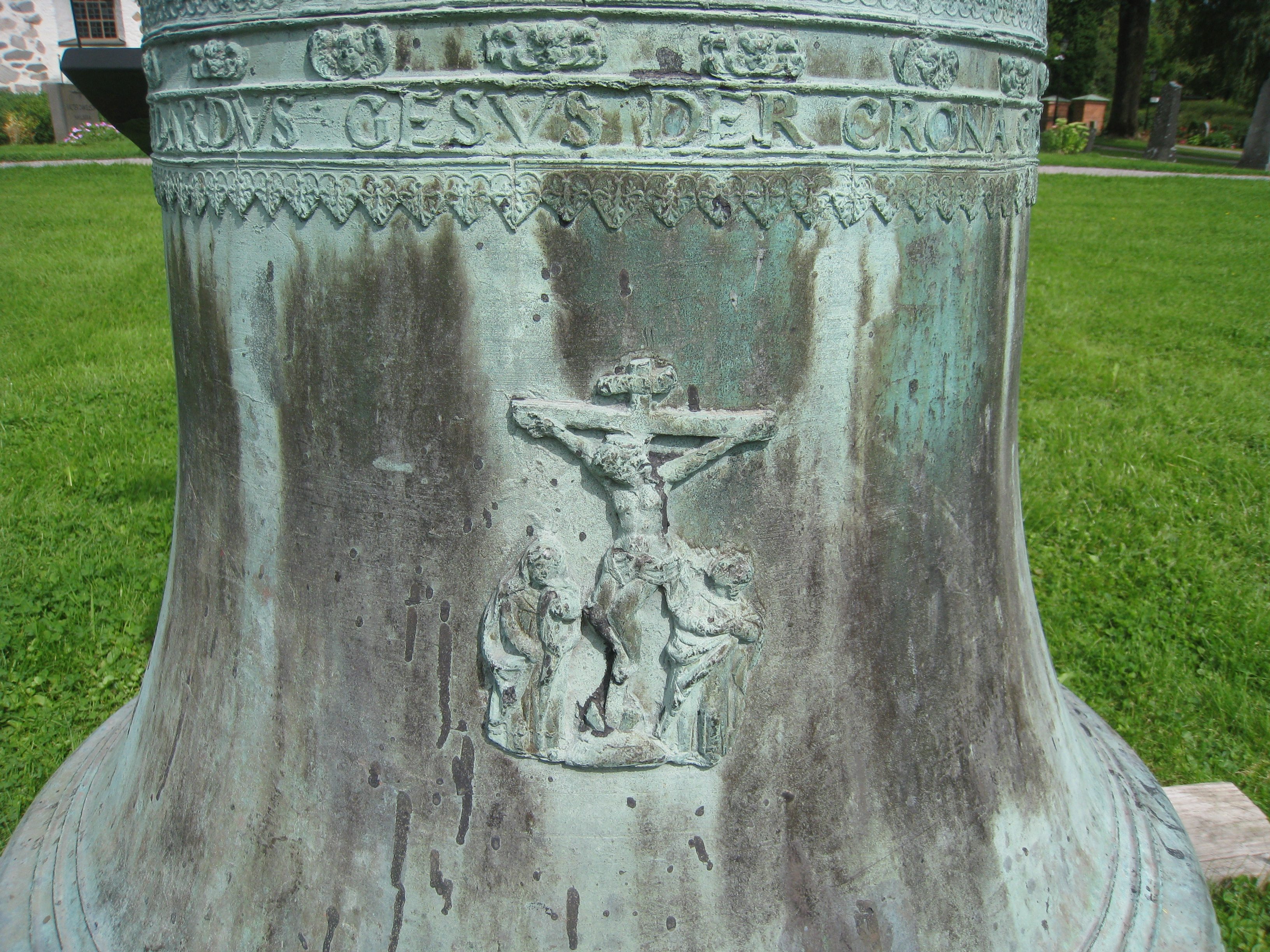
Lillklockan, detalj av klockan med relief med "Kristus på korset, Maria och Johannes".
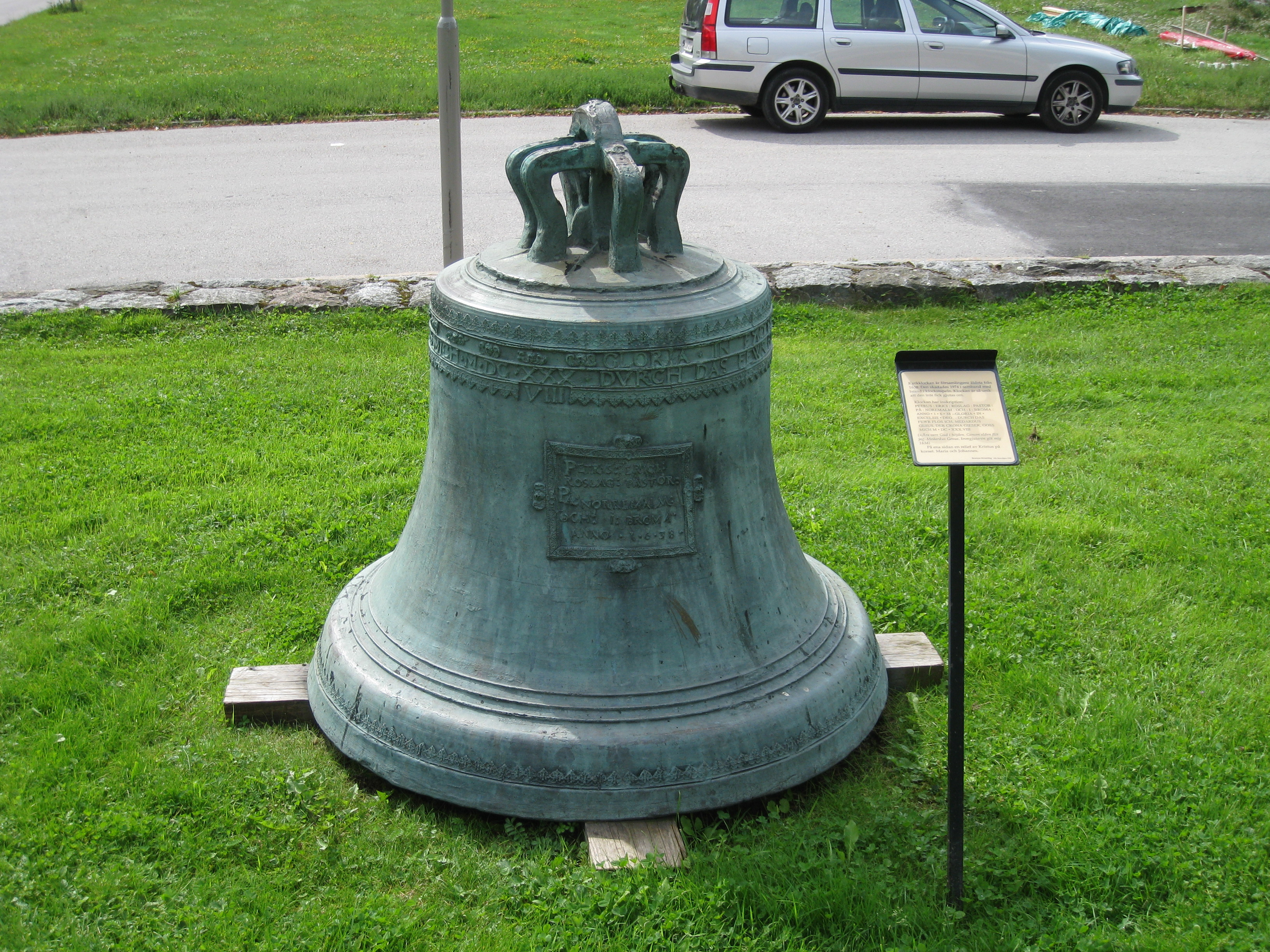
Lillklockan, originalet från 1638 utanför kyrkan gjuten av krongjutaren Medardus Gesus.
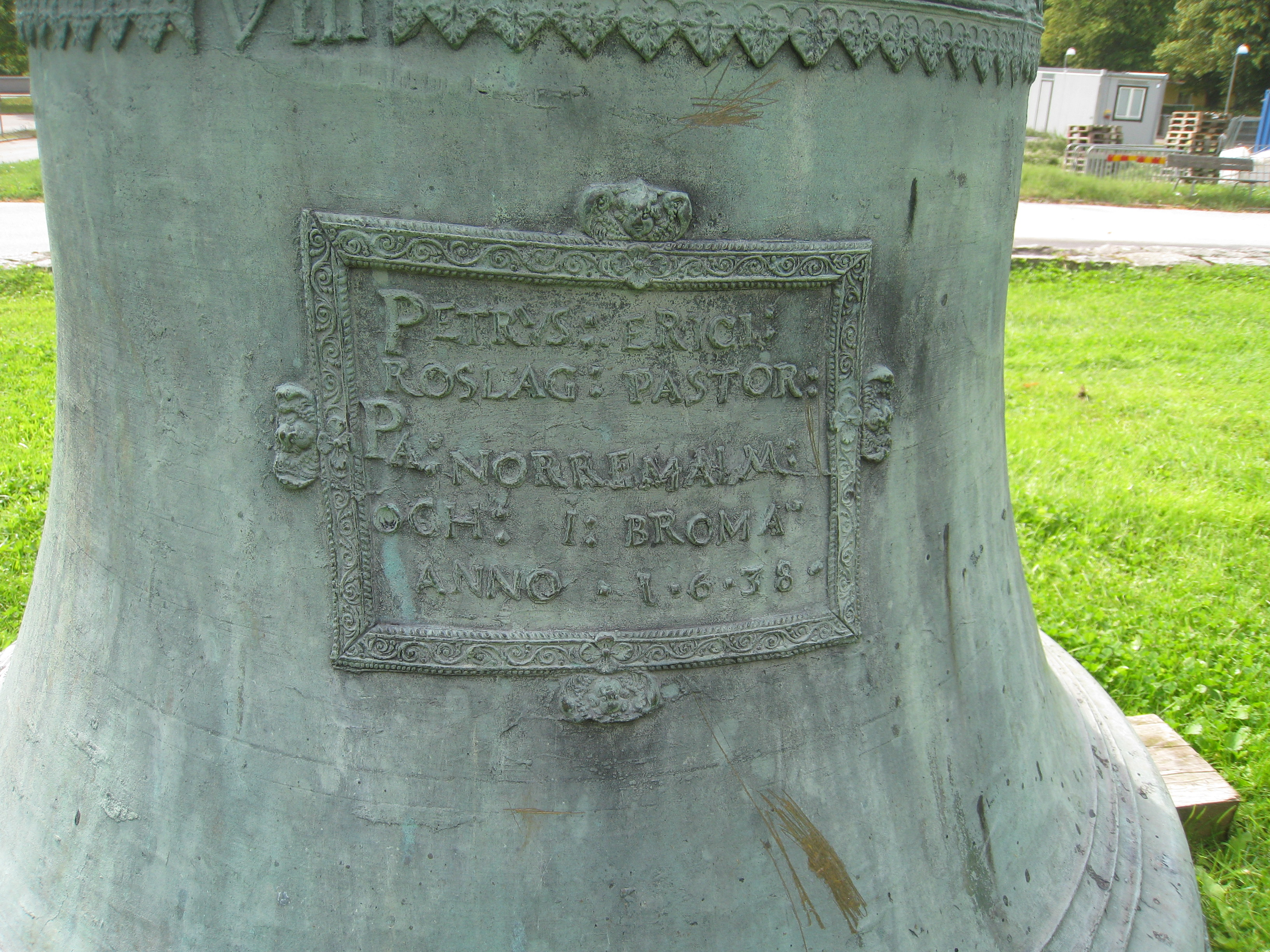
Lillklockan, detalj med inskriften "Petrus Erici Roslag Pastor på Norremalm och i Bromma 1638".
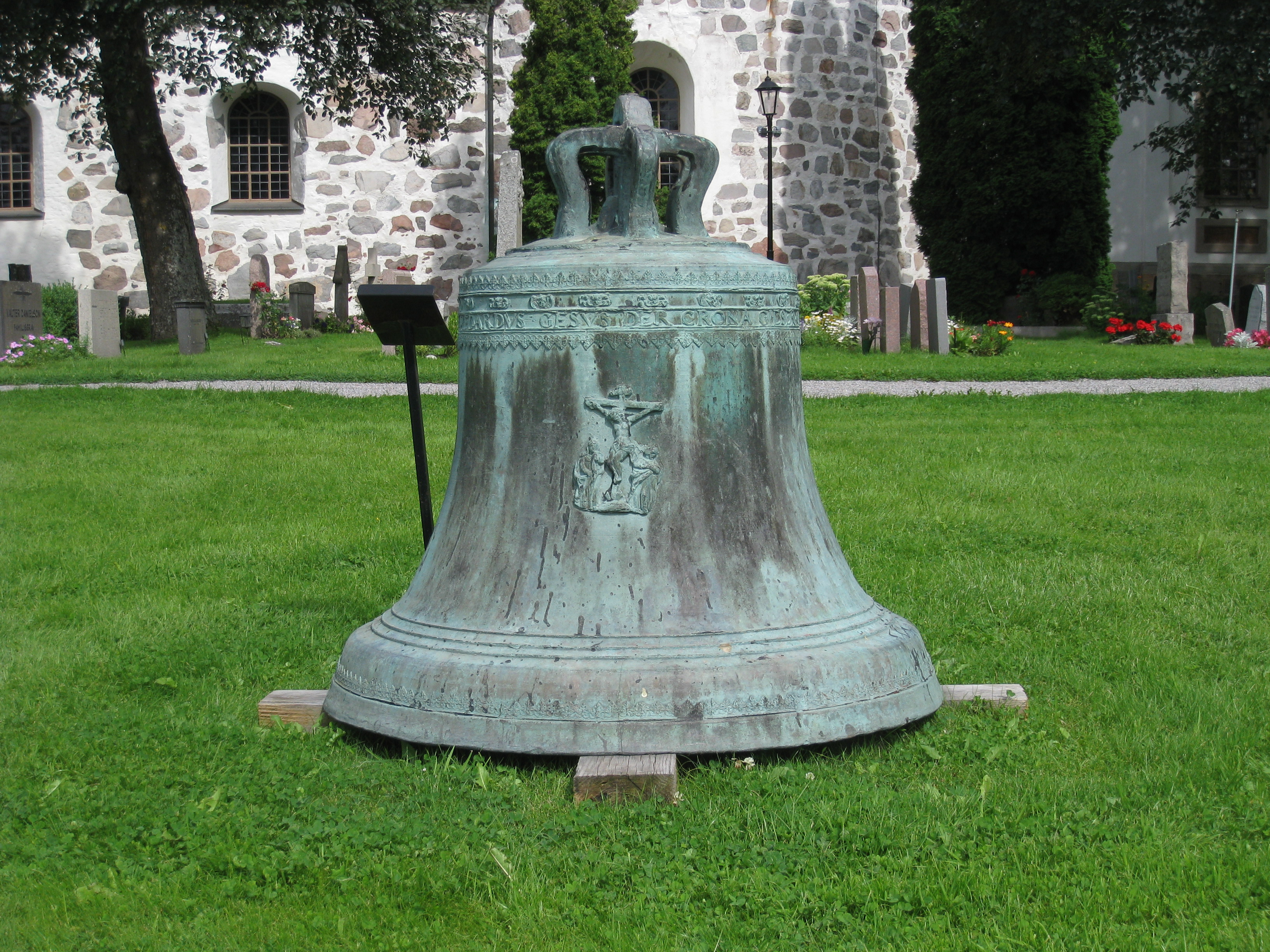
Den spruckna klockan, Lillklockan, från 1638 placerad utanför kyrkan.